# جیرو دیتالیای ۲۰۱۶
جیرو دیتالیای ۲۰۱۶ نود و نهمین دوره مسابقات جیرو دیتالیا (یکی از گرند تورهای دوچرخه سواری جاده) بود. جیرو در ۶ مه با تایم تریل انفرادی در آپلدورن هلند آغاز شد و دو مرحله دیگر نیز در این کشور برگزار شد. هجده مرحله بعدی در ایتالیا به انجام رسید و در ۲۹ مه خاتمه یافت. البته بخشی از مسیر دو مرحله نیز در فرانسه قرار داشت.
وینچنزو نیبالی از تیم آستانه قهرمان شد و دومین قهرمانی خود در جیرو را به دست آورد.

## تیم‌ها
همه هجده تیم جهانی به صورت خودکار به مسابقه دعوت شدند و باید در آن شرکت می‌کردند. تیم ویلیر تریستینا–ساوت‌ایست نخستین سهمیه اعطایی را در پایان فصل ۲۰۱۵ دریافت کرد. این تیم برنده مسابقات کوپا ایتالیا شد و سهمیه خودکار را برای جیرو دیتالیای سال بعد به دست آورد. از سه سهمیه باقیمانده دو سهمیه به تیم‌های ایتالیایی (باردیانی–سی‌اس‌اف و نیپو–وینی فانتینی) داده شد و تیم روسی گازپروم-روس‌ولو سهمیه آخر را کسب کرد. ۲۲ تیم که هر یک شامل ۹ رکابزن بودند در جیرو شرکت کردند و مسابقه با حضور ۱۹۸ رکابزن آغاز شد.

## مسیر و مراحل
در ۲۶ ژوئن ۲۰۱۵ از جزئیات آغاز جیرو رونمایی شد. هلند به عنوان میزبان سه مرحله نخست معرفی شد که شامل تایم تریل انفرادی در افتتاحیه و دو مرحله مسطح بود. پس از یک روز استراحت، رکابزنان برای ادامه مسیر به ایتالیا سفر می‌کردند. در کنفرانسی خبری در ۷ سپتامبر در لندن، مرحله نهم به عنوان تایم تریل انفرادی به مسافت ۴۰٫۴ کیلومتر اعلام شد. بقیه مسیر در ۵ اکتبر توسط مائورو ونی (برگزار کننده مسابقه) رونمایی شد. مسیر در ایتالیا از کالابریا در جنوب این کشور آغاز می‌شود و در مسیر خود به سوی شمال، از آپنینی می‌گذرد. در ادامه مراحلی نیز در کوه‌های فریولی و دولومیت طی می‌شود. آخرین بخش جیرو که سخت‌ترین بخش آن نیز هست در هفته پایانی در آلپ برگزار می‌شود.
در مراحل نوزدهم و بیستم رکابزنان ایتالیا را ترک می‌کنند و وارد فرانسه می‌شوند. در مقایسه با دوره پیشین، ۱۴٫۷ کیلومتر از طول مسیر مسابقه کاسته شده‌است. همچنین یک روز استراحت بیشتر و یک تایم تریل بیشتر دارد.
| مرحله | تاریخ | مسیر                                 | مسافت                  | نوع         | نوع                | برنده                    |
| ----- | ----- | ------------------------------------ | ---------------------- | ----------- | ------------------ | ------------------------ |
| ۱     | ۶ مه  | آپلدورن (هلند)                       | ۹٫۸ کیلومتر (۶ مایل)   |             | تایم تریل انفرادی  | تام دیمولن (NED)         |
| ۲     | ۷ مه  | آرنهم (هلند) – نیمیخن (هلند)         | ۱۹۰ کیلومتر (۱۱۸ مایل) |             | مرحله مسطح         | مارسل کیتل (GER)         |
| ۳     | ۸ مه  | نیمیخن (هلند) – آرنهم (هلند)         | ۱۹۰ کیلومتر (۱۱۸ مایل) |             | مرحله مسطح         | مارسل کیتل (GER)         |
|       | ۹ مه  | روز استراحت                          | روز استراحت            | روز استراحت | روز استراحت        | روز استراحت              |
| ۴     | ۱۰ مه | کاتانزارو – پرایا ا ماره             | ۲۰۰ کیلومتر (۱۲۴ مایل) |             | مرحله نیمه‌کوهستانی | دیگو اولیسی (ITA)        |
| ۵     | ۱۱ مه | پرایا ا ماره – بنونتو                | ۲۳۳ کیلومتر (۱۴۵ مایل) |             | مرحله تپه‌ای        | آندره گرایپل (GER)       |
| ۶     | ۱۲ مه | پونته – روکاراسو                     | ۱۵۷ کیلومتر (۹۸ مایل)  |             | مرحله نیمه‌کوهستانی | تیم ولنس (BEL)           |
| ۷     | ۱۳ مه | سولمونا – فولینو                     | ۲۱۱ کیلومتر (۱۳۱ مایل) |             | مرحله تپه‌ای        | آندره گرایپل (GER)       |
| ۸     | ۱۴ مه | فولینو – آرتزو                       | ۱۸۶ کیلومتر (۱۱۶ مایل) |             | مرحله نیمه‌کوهستانی | جانلوکا برامبیلا (ITA)   |
| ۹     | ۱۵ مه | رادا این چیانتی – گروه این کیانتی    | ۴۰٫۵ کیلومتر (۲۵ مایل) |             | تایم تریل انفرادی  | Primož Roglič (SLO)      |
|       | ۱۶ مه | روز استراحت                          | روز استراحت            | روز استراحت | روز استراحت        | روز استراحت              |
| ۱۰    | ۱۷ مه | کمپی بیسنتزیو – سستولا               | ۲۱۹ کیلومتر (۱۳۶ مایل) |             | مرحله نیمه‌کوهستانی | جولیو چیکوه (ITA)        |
| ۱۱    | ۱۸ مه | مودنا – آزولو                        | ۲۲۷ کیلومتر (۱۴۱ مایل) |             | مرحله نیمه‌کوهستانی | دیگو اولیسی (ITA)        |
| ۱۲    | ۱۹ مه | نواله – Bibione                      | ۱۸۲ کیلومتر (۱۱۳ مایل) |             | مرحله مسطح         | آندره گرایپل (GER)       |
| ۱۳    | ۲۰ مه | پالمانوا – چیویداله دل فریولی        | ۱۷۰ کیلومتر (۱۰۶ مایل) |             | مرحله نیمه‌کوهستانی | میکل نیوه (ESP)          |
| ۱۴    | ۲۱ مه | Alpago (Farra) – کروارا (Alta Badia) | ۲۱۰ کیلومتر (۱۳۰ مایل) |             | مرحله کوهستانی     | استبان چاوز (COL)        |
| ۱۵    | ۲۲ مه | کاستلروتو – سیسر آلم                 | ۱۰٫۸ کیلومتر (۷ مایل)  |             | تایم تریل کوهستانی | الکساندر فولیفوروف (RUS) |
|       | ۲۳ مه | روز استراحت                          | روز استراحت            | روز استراحت | روز استراحت        | روز استراحت              |
| ۱۶    | ۲۴ مه | بریکسن – اندالو                      | ۱۳۲ کیلومتر (۸۲ مایل)  |             | مرحله نیمه‌کوهستانی | آلخاندرو والورده (ESP)   |
| ۱۷    | ۲۵ مه | مولونو – کاسانو دآددا                | ۱۹۶ کیلومتر (۱۲۲ مایل) |             | مرحله مسطح         | راجر کلوگه (GER)         |
| ۱۸    | ۲۶ مه | موجو – پینرولو                       | ۲۴۴ کیلومتر (۱۵۲ مایل) |             | مرحله نیمه‌کوهستانی | ماتئو ترنتین (ITA)       |
| ۱۹    | ۲۷ مه | پینرولو – Risoul (فرانسه)            | ۱۶۲ کیلومتر (۱۰۱ مایل) |             | مرحله کوهستانی     | وینچنزو نیبالی (ITA)     |
| ۲۰    | ۲۸ مه | گییستر (فرانسه) – وینادیو            | ۱۳۴ کیلومتر (۸۳ مایل)  |             | مرحله کوهستانی     | رین تارامه (EST)         |
| ۲۱    | ۲۹ مه | کونیو – تورین                        | ۱۶۳ کیلومتر (۱۰۱ مایل) |             | مرحله مسطح         | نیکیاس آرنت (GER)        |

## رده‌بندی نهایی

### رده‌بندی اصلی
|    | رکابزن                    | تیم               | زمان     |
| -- | ------------------------- | ----------------- | -------- |
| ۱  | وینچنزو نیبالی (ITA)      | آستانه            | ۸۶:۳۲:۴۹ |
| ۲  | استبان چاوز (COL)         | اوریکا–گرین‌اج     | ۵۲+      |
| ۳  | آلخاندرو والورده (ESP)    | موویستار          | ۱:۱۷+    |
| ۴  | استون کرایسوایک (NED)     | لوتوان‌ال–یومبو    | ۱:۵۰+    |
| ۵  | رافاو مایکا (POL)         | تینکوف            | ۴:۳۷+    |
| ۶  | باب جونلز (LUX)           | اتیکس–کوئیک‌استپ   | ۸:۳۱+    |
| ۷  | Rigoberto Urán (COL)      | کنندیل            | ۱۱:۴۷+   |
| ۸  | Andrey Amador (CRC)       | موویستار          | ۱۳:۲۱+   |
| ۹  | Darwin Atapuma (COL)      | تیم مسابقه بی‌ام‌سی | ۱۴:۰۹+   |
| ۱۰ | Kanstantsin Sivtsov (BLR) | دایمنشن دیتا      | ۱۶:۲۰+   |

### رده‌بندی امتیازی
|    | رکابزن                 | تیم               | امتیاز |
| -- | ---------------------- | ----------------- | ------ |
| ۱  | جاکومو نیتزولو (ITA)   | ترک–سگافردو       | ۲۰۹    |
| ۲  | ماتئو ترنتین (ITA)     | اتیکس–کوئیک‌استپ   | ۱۸۴    |
| ۳  | ساشا مودولو (ITA)      | لامپره-مریدا      | ۱۶۳    |
| ۴  | دیگو اولیسی (ITA)      | لامپره-مریدا      | ۱۵۶    |
| ۵  | دانیل اوس (ITA)        | تیم مسابقه بی‌ام‌سی | ۱۳۳    |
| ۶  | مارتن چالینگی (NED)    | لوتوان‌ال–یومبو    | ۱۰۳    |
| ۷  | آلخاندرو والورده (ESP) | موویستار          | ۹۲     |
| ۸  | نیکیاس آرنت (GER)      | جاینت-آلپتسین     | ۸۸     |
| ۹  | الکساندر پورسف (RUS)   | کاتیوشا           | ۸۰     |
| ۱۰ | استون کرایسوایک (NED)  | لوتوان‌ال–یومبو    | ۷۶     |

### رده‌بندی کوهستان
|    | رکابزن                   | تیم               | امتیاز |
| -- | ------------------------ | ----------------- | ------ |
| ۱  | میکل نیوه (ESP)          | تیم اسکای         | ۱۵۲    |
| ۲  | دامیانو کونگو (ITA)      | نیپو–وینی فانتینی | ۱۳۴    |
| ۳  | Darwin Atapuma (COL)     | تیم مسابقه بی‌ام‌سی | ۱۱۸    |
| ۴  | اشتفان دنیفل (AUT)       | آی‌ای‌ام سایکلینگ   | ۱۰۹    |
| ۵  | جووانی ویسکونتی (ITA)    | موویستار          | ۷۷     |
| ۶  | الکساندر فولیفوروف (RUS) | گازپروم-روس‌ولو    | ۶۶     |
| ۷  | رین تارامه (EST)         | کاتیوشا           | ۶۲     |
| ۸  | داوید لوپس (ESP)         | تیم اسکای         | ۵۴     |
| ۹  | میکله اسکارپونی (ITA)    | آستانه            | ۵۱     |
| ۱۰ | استون کرایسوایک (NED)    | لوتوان‌ال–یومبو    | ۴۲     |

### رده‌بندی رکابزن جوان
|    | رکابزن                   | تیم             | زمان     |
| -- | ------------------------ | --------------- | -------- |
| ۱  | باب جونلز (LUX)          | اتیکس–کوئیک‌استپ | ۸۶:۴۱:۲۰ |
| ۲  | Sebastián Henao (COL)    | تیم اسکای       | ۲۹:۳۸+   |
| ۳  | والریو کونتی (ITA)       | لامپره-مریدا    | ۱:۱۰:۰۷+ |
| ۴  | داویده فورمولو (ITA)     | کنندیل          | ۱:۱۸:۴۸+ |
| ۵  | جو دومبروفسکی (USA)      | کنندیل          | ۱:۲۴:۲۵+ |
| ۶  | Merhawi Kudus (ERI)      | دایمنشن دیتا    | ۱:۴۶:۰۳+ |
| ۷  | کارلوس ورونا (ESP)       | اتیکس–کوئیک‌استپ | ۱:۵۷:۲۶+ |
| ۸  | الکساندر فولیفوروف (RUS) | گازپروم-روس‌ولو  | ۱:۵۸:۰۶+ |
| ۹  | ناتان براون (USA)        | کنندیل          | ۲:۰۶:۴۷+ |
| ۱۰ | Tobias Ludvigsson (SWE)  | جاینت-آلپتسین   | ۲:۴۲:۱۲+ |